# Cementerio Metropolitano
El Cementerio Metropolitano es un cementerio ubicado en la comuna de Lo Espejo en la ciudad de Santiago de Chile. 

## Historia
El Cementerio Metropolitano fue inaugurado en 1964, siendo el primer cementerio ecuménico privado de Chile. Cuenta con sepulturas del tipo bóvedas familiares subterráneas, sepulturas familiares en tierra, nichos, patio común en tierra y un pequeño sector parque. En su exterior fueron hallados los restos del cantautor Víctor Jara en 1973.[cita requerida]

## Ubicación y entorno
Se encuentra ubicado en la intersección de las autopistas Vespucio Sur y Central. Abarca una extensión de 67 hectáreas, las cuales llegan a pocos metros de la vía férrea Santiago–Puerto Montt por el poniente y la Población Santa Olga al norte. Al costado sur se encuentra la Pérgola de Las Flores de Lo Espejo y por su costado norte el Parque Víctor Jara.

## Personalidades sepultadas
Este cementerio cuenta con más de 80 000 sepulturas, entre las cuales se encuentran las siguientes personalidades:
- Pedro Lemebel, artista.
- José «Pepe Yeruba» Pizarro, coanimador de Sábado gigante.
- Roberto «Pachuco» Fonseca, cantante y exlíder de la orquesta La Cubanacan.
- Mario Palestro, político.
- Julio Palestro Velásquez político.
- Rayén Quitral, soprano.
- Catalina Picarte, actriz.
- Carlos A. Cifuentes, religioso.
- Hernán «Nano» Núñez, poeta y folclorista.
- Manuel Casabianca Latorre, ingeniero, fundador de Radio Sudamérica.
- Teodosio Aguirre, futbolista.
- Sergio Urrutia, actor.
- Aníbal Reyna, actor.
- Roberto Martínez Vásquez, "El Tila", violador en serie.
- Guadalupe del Carmen, folclorista.
- Tommy D'Angelo, cantante de la Nueva Ola.[1]
- Eduardo "Lalo" Valenzuela, cantante de la Nueva Ola.
- Carlos González, cantante de la Nueva Ola.[2]
- Silvia Urbina, folclorista.
- Amalia Ponce, activista social de la comuna de Lo Espejo.
- Mino Valdés, humorista.